# Rualena avila
Rualena avila är en spindelart som beskrevs av Chamberlin och Ivie 1942. Rualena avila ingår i släktet Rualena och familjen trattspindlar. Inga underarter finns listade i Catalogue of Life.